# Leucospis xylocopae
Leucospis xylocopae är en stekelart som beskrevs av Burks 1961. Leucospis xylocopae ingår i släktet Leucospis och familjen Leucospidae.
Artens utbredningsområde är:
- Bolivia.
- Paraguay.

Inga underarter finns listade i Catalogue of Life.